# The Nelson Rooms
A The Nelson Rooms a walesi város, Monmouth egyik II. kategóriás műemlék épülete (British Listed Building). A Monmouth történelmi központjában álló épület Lady Llangattock ajándéka volt a városnak. Eleinte iskolaként működött, majd mecénásának halála után itt rendezték be a város múzeumát, amelynek névadója az egykoron itt vendégeskedő Horatio Nelson admirális volt, s akinek személyes tárgyai képezték a múzeum gyűjteményének jelentős részét. Miután 1969-ben a múzeumot új székhelyére, a Market Hall-ba költöztették át az épületet felosztották és lakásokat létesítettek benne.

## Története
A The Nelson Rooms a történelmi városközpont egyik jelentős épülete. A Glendower Street-en áll és II. kategóriás műemlék épületként (British Listed Building) tartják számon 2005. október 8 óta.. Maga a Glendower Street középkori alapítású, korában Grinders Street néven ismerték. Az épületet a 19. században emelték, azóta kevés változtatáson esett át. Lady Llangattock (született Georgiana Marcia Maclean) jóvoltából épült meg és a városi férfiak esti iskolája (Working Men’s Gymnasium) működött benne. 1901-ben az iskolában a városi gimnázium működött. Itt tanított többek között John B. Hyam és Ernest William Hyam is. Az előbbi valószínűleg ugyanaz a John Benjamin Hyam volt, aki a Hyam’s Mineral Water Works nevű palackozót is üzemeltette abban az időben. Noha Horatio Nelson és Monmouth kapcsolata némiképp erőltetett volt, Lady Llangatock az admirális személyes tárgyainak szenvedélyes gyűjtője volt. A Nelson gyűjtemény Lady Llangatock halála után, 1923-ban a város tulajdonába került. Az admirális nevét viselő múzeumot a gimnázium épületében rendezték be 1924-ben. A gyűjtemény leghíresebb kiállított tárgya az admirális és jegyese közötti levélváltást tartalmazó bőrkötéses kötet.. A múzeumot 1969-ben költöztették át jelenlegi helyére a Priory Street-en álló Market Hall-ba. Az admirális relikviái mellett a múzeum gyűjteményében számos Charles Rollshoz (Lady Llangattock fia) kötődő tárgy is látható. A múzeum átköltözése után a város történelmi gyűjteményével egyesítették és átkeresztelték Monmouth Museum névre, de említik Nelson Museum and Local History Centre (Nelson múzeum és helytörténeti központ) néven is.

## Leírása
Az épületet valószínűleg a newporti építész, Benjamin Lawrence tervezte, akinek nevéhez többek között az 1 Monk Street és a monmouthi baptista templom megépítése is fűződik. Nevét az egykoron benne székelő múzeumról kapta. A múzeum kiköltözése után az épületben egy ideig nyilvános árveréseket tartottak. A közelmúltban alakították át lakóépületté. 2006-ban kérvényezték a monmouthshire-i tanácsnál, hogy engedélyezzék három lakásra való bontását.
Az épület egy szintben áll az utcával, az oromzata az Agincourt Square felé néz. A kétszintes épület emelete jóval magasabb a földszintnél. Vöröshomokkőből épült bathi mészkő díszítőelemekkel, így erős a homlokzat kontraszthatása. A Glendower Street-re néző homlokzat fő díszítőeleme egy kiugró ablakfülke várszerű könyökfallal.

## Fordítás
- Ez a szócikk részben vagy egészben  a   The Nelson Rooms, Monmouth című angol Wikipédia-szócikk ezen változatának fordításán alapul.  Az eredeti cikk szerkesztőit annak laptörténete sorolja fel. Ez a jelzés csupán a megfogalmazás eredetét és a szerzői jogokat jelzi, nem szolgál a cikkben szereplő információk forrásmegjelöléseként.